# Croton stipulaceus
Espèce
Croton stipulaceus est une espèce de plantes à fleurs du genre Croton et de la famille des Euphorbiaceae, présente au Mexique (de Veracruz jusqu'à Oaxaca).
Il a pour synonyme :
- Oxydectes stipulacea, (Kunth) Kuntze